# Arrêt Morsang-sur-Orge
 (juin 2022).
L'arrêt Morsang-sur-Orge est une décision rendue le 27 octobre 1995 par le Conseil d'État.
Elle est l’une des décisions les plus connues du droit administratif. Le Conseil d'État a jugé que le respect de la dignité de la personne humaine est une composante de l'ordre public. En l’espèce, faisant usage de son pouvoir de police générale, le maire de Morsang-sur-Orge avait interdit un spectacle de "lancer de nains" devant se dérouler dans une discothèque de sa commune, au motif que cette représentation portait atteinte au respect de la dignité de la personne humaine.

## Faits
Une discothèque de la commune de Morsang-sur-Orge organisait des spectacles de "lancers de nain" consistant à lancer dans les airs un cascadeur nain, volontaire et équipé.
Le maire de la commune de Morsang-sur-Orge, en vertu de ses pouvoirs de police (actuel article 2212-2 du CGCT), prend un arrêté le 25 octobre 1991 pour interdire cette pratique du "lancer de nain" qui troublerait l'ordre public.

## Procédure
La société Fun Production qui organisait ces spectacles souhaitait faire annuler l'arrêté du maire interdisant le lancer de nain. Par un jugement du 25 février 1992, le tribunal administratif fait droit au demandeur estimant qu'en l'absence de circonstances particulières justifiant l'exercice par le maire de ses pouvoirs de police en vue de maintenir l'ordre public, son arrêté est illégal. S'ensuit l'annulation de l'acte.
La commune de Morsang-sur-Orge se pourvoit en cassation devant le Conseil d'État. Par une décision de principe du 27 octobre 1995, les juges affirment qu'il revient au maire de prendre toutes les mesures nécessaires au maintien de l'ordre public et que, dès lors, celui-ci doit faire respecter le principe de dignité humaine,.

## Valeur de la décision
Dans les sillons de la décision du Conseil constitutionnel (DC 27 juillet 1994 « loi bioéthique »), le Conseil d'État élargit la portée du principe de dignité humaine en l'érigeant en composante de l'ordre public. La conséquence en est une extension des pouvoirs de police du maire.
Dans ses conclusions, le commissaire au gouvernement Patrick Frydman fait mention de plusieurs éléments semblant avoir guidé la solution. Parmi eux, la référence à l'opinion publique, la participation du public ainsi que le caractère humiliant et discriminant de la réification du nain. « Ceux-ci sont, en effet, habituellement organisés dans des discothèques à forte capacité, où les clients, plus ou moins ivres, sont invités à projeter le nain à la chaîne en s'en saisissant par une poignée à la manière d'une vulgaire valise . » L’un des enjeux de cette décision est que les nains consentaient et souhaitaient cette activité.
Le Conseil d'État, par cette décision, promeut donc une vision protectrice du droit qui protège l'individu de lui-même et dépense ses propres intérêts au profit de l'ordre public motivé par l'intérêt général. La difficulté était que la décision Morsang-sur-Orge ouvrait potentiellement la porte à des solutions liberticides,.

## Portée de la décision
Essentiellement connu pour ses faits d'espèce, la portée de cette décision est limitée. Peu de décisions postérieures invoqueront ce principe vague de dignité humaine au soutien de leurs prétentions.
Quelques exemples peuvent être cités comme s'inscrivant dans la continuité de la décision Morsang-sur-Orge : CE, ord., 2007, Association « Solidarité des Français ») – affaire dite "soupe de cochon" ; CE, ord., 2014, Min. de l'Intérieur / Soc. Les Prod. de la Plume et Dieudonné M'Bala M'Bala; CE, ord., 2015, Assoc. Médecins du Monde.
Par ailleurs, la décision Morsang-sur-Orge s'inscrit dans un mouvement lent de consécration et de définition d'un ordre public immatériel, mouvement initié par la jurisprudence Société des films Lutétia.